# Onthophagus vatovai
Onthophagus vatovai là một loài bọ cánh cứng trong họ Bọ hung (Scarabaeidae).